# Mujeres del Ku Klux Klan

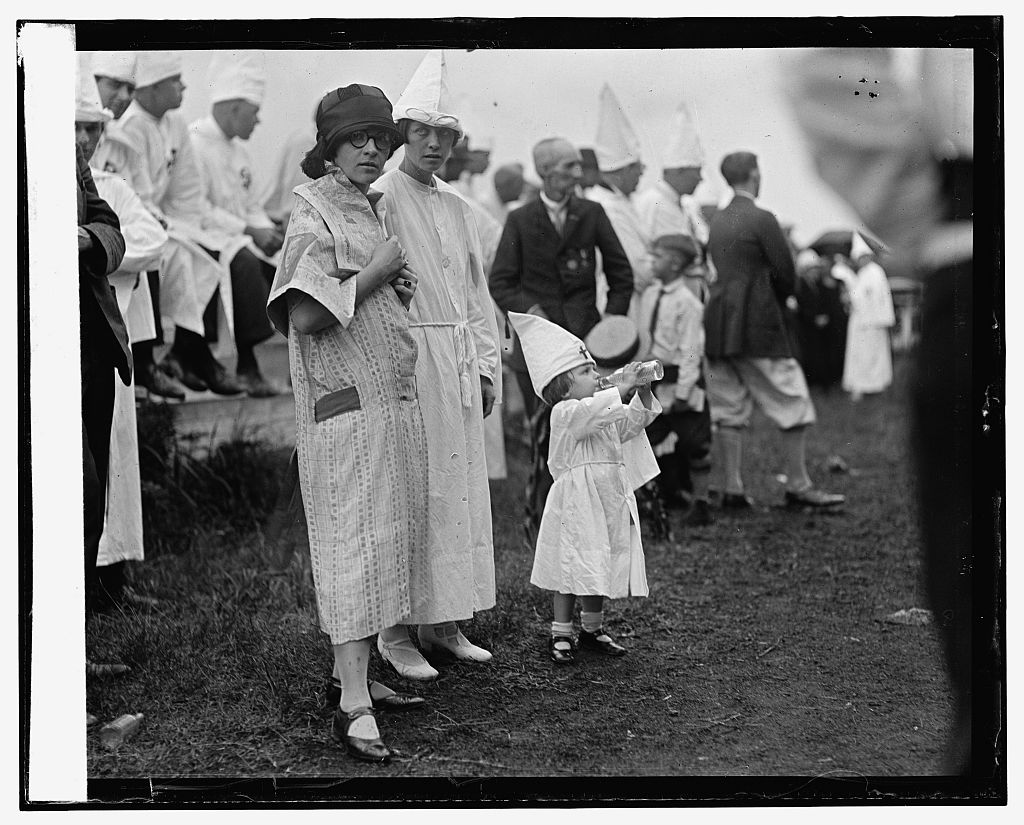
Jane Snyder asistiendo a un evento del KKK, 8 de septiembre de 1925

Las Mujeres del Ku Klux Klan (WKKK, por sus siglas en inglés), también conocidas como Ku Klux Klan femenino o las Damas del Imperio invisible, fueron un grupo que abogaba por muchas de las mismas ideas políticas y sociales del Ku Klux Klan, pero actuando como una rama separada de la organización nacional con sus propias acciones e ideas. Mientras que la mayoría de mujeres se enfocaron en las agendas morales, cívicas y educativas del Klan, también tenían una considerable intervención en cuestiones de raza, clase, etnia, género y religión. Las mujeres del WKKK reclamaron reformas educativas y sociales como otros reformadores progresistas, pero con racismo e intolerancia extremos. Particularmente prominente en los años veinte, el WKKK existía en todos los estados, pero su presencia más fuerte estaba en Ohio, Pensilvania, Indiana y Arkansas. Las mujeres blancas, nativas y protestantes mayores de 18 años tenían permitido unirse al Klan. Las mujeres del Klan se diferenciaron de los hombres principalmente en su agenda política por incorporar racismo, nacionalismo, tradicionalismo moral e intolerancia religiosa en su día a día a través de tácticas principalmente no violentas.

## Historia

### Primera ola
La primera ola del WKKK empezó a mediados de la década de 1860. Fue cofundada por Rosie Chappell y duró diez años. A pesar de que las mujeres no eran miembros partícipes, fueron usadas de forma frecuente como símbolo de supremacía racial y sexual y eran protegidas por los hombres del KKK. Algunas mujeres ayudaron a coser los trajes del Klan y otras dejaron que los hombres tomaran prestada su propia ropa para que les sirviera de disfraz. Uno de los propósitos declarados del Klan en la primera ola fue que "las mujeres, las amigas, las viudas, y sus hogares serán siempre objetos especiales de nuestra consideración y protección", lo cual solo se refería a las mujeres blancas. Las mujeres negras y blancas de clase baja, y las mujeres blancas juzgadas como promiscuas a menudo eran víctimas de violación y agresión porque los miembros del Klan las consideraban "carentes de virtud".

### Segunda ola
La segunda ola comenzó a principios de 1920. En 1923, las mujeres del Ku Klux Klan se formaron como un grupo auxiliar del Ku Klux Klan con su capital en Little Rock, Arkansas. Aproximadamente 500.000 mujeres se unieron a la WKKK durante ese período. Como el Klan, eran antisemitas, anticatólicas, antiinmigrantes y racistas. A pesar de que no eran tan violentas como sus contrapartes masculinas (el KKK), a veces recurrían a tácticas violentas. Similar al Klan original, las mujeres del Ku Klux Klan publicaron su propio credo, que en 1927 delineaba las metas y creencias de la organización. Al final de la década, el Klan colapsó rápidamente como resultado de la Gran Depresión, las batallas internas y los escándalos financieros.
Durante los años veinte, las mujeres ayudaron al Ku Klux Klan a expandirse por todo el país. El WKKK funcionó por separado del KKK, pero se unía a ellos en desfiles, funciones sociales y encuentros ocasionales. Para unirse, una mujer tenía que ser blanca, protestante y estadounidense. El WKKK atrajo miembros tanto de las áreas rurales como de las urbanas del país.
Mary Elizabeth Tyler fue una profesional en relaciones públicas de Atlanta que, junto a Edward Young Clarke, fundó la asociación publicitaria de Southern (Southern Publicity Association en inglés). Su organización ayudó a convertir al inicialmente segundo Ku Klux Klan en una organización de membresía masiva con una amplia agenda social. Elizabeth Tyler declaró una vez que “la organización de las mujeres estará a la par con la de los hombres. Planeamos que todas las mujeres que se unan a nosotras tengan los mismos derechos que los hombres”. Sin embargo, también mencionó que “la división de mujeres no será en ningún sentido un dependiente auxiliar del Ku Klux Klan. Será una organización separada... vinculada a la organización matriz”.

### Tercera ola
Las mujeres tuvieron un rol menor durante la tercera ola, que tuvo lugar a finales de los años 60 y a principios de los 70. Los miembros del KKK consistían en su mayoría de hombres viviendo en el Sur rural y que tenían poca educación formal o dinero. Mucha de su violencia iba dirigida a los afroestadounidenses. Las mujeres ya no desempeñaban un papel destacado al estar integradas dentro del Ku Klux Klan.

### Ola moderna
La cuarta y "moderna" surgió a finales de los 80. Con las mujeres participando como miembros de pleno derecho del Klan, podían servir como líderes y provenir de una variedad de clases sociales y económicas. La ola moderna estuvo principalmente fundamentada en motivos económicos, raciales y religiosos.

## Reclutamiento
Durante la ola de los años 20, el activismo fue más fuerte debido a los esfuerzos del sufragio femenino. Muchas mujeres del Klan estaban relacionadas con miembros del Klan. Algunas mujeres se unieron al WKKK en contra de los deseos de sus esposos, que sentían que estaba fuera de su "deber de esposa" de sus parejas y que era un intento de rebeldía para incrementar su poder político. Las mujeres también se unieron en un esfuerzo por preservar sus derechos como blancas protestantes debido a que se sentían violadas por la intrusión de votantes inmigrantes y afroamericanos. El WKKK contrató "conferenciantes, organizadoras y reclutadoras para establecer nuevos capítulos locales" donde el KKK fue especialmente exitoso. Algunos anuncios apelaron a las mujeres pidiendo ayuda para restaurar Estados Unidos.
Muchas mujeres se unieron al WKKK porque creían que era su deber proteger a su país de las amenazas que le planteaban las minorías, que incluían a los afroamericanos y a los inmigrantes. Las mujeres no querían conformarse con sus roles familiares tradicionales de esposas, madres, hermanas e hijas, sino que también querían ayudar al movimiento de supremacía blanca. Algunos hombres buscaban involucrar a sus esposas en el movimiento de alguna manera, por lo que presionaron para la formación de un Ku Klux Klan de mujeres.
Para educar a potenciales prospectos del WKKK, las mujeres usaron folletos con información sobre las creencias del Klan para servir como herramientas de reclutamientos. Actualmente, esos folletos se usan como herramientas de investigación para ver dentro de las mentes de las mujeres del Klan, ya que hay muy poca información sobre las involucradas debido a preocupaciones de seguridad dentro del grupo.
Hoy en día las mujeres son reclutadas en mucha menor medida a la que hubo alguna vez. Los hombres tienen mayor poder, limitando fuertemente los derechos de las mujeres contemporáneas en la política y la propaganda.

## Actividades

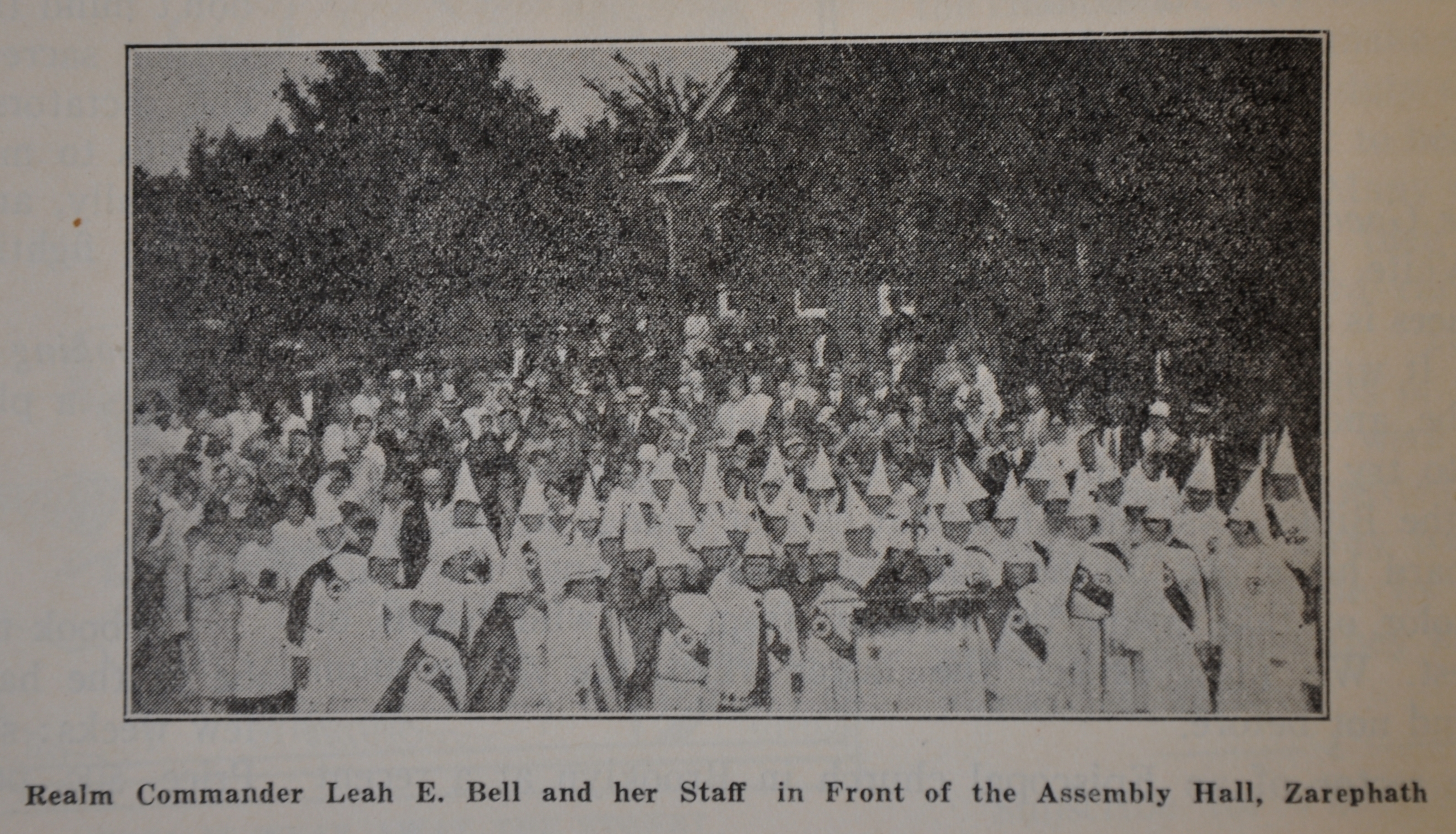
Mujeres del Klan reuniéndose el 31 de agosto de 1929 enfrente del salón de asambleas de Zarephath, Nueva Jersey, para "El día de la patria" durante la reunión anual del campamento de la Iglesia del Pilar del Fuego.

Disimiladas del KKK, las mujeres del Klan típicamente trabajaban para fortalecer la organización. "Lideraron asaltos políticos a empresas ajenas al Klan", trajaron para fortalecer la base del Klan y organizaron mítines, festivales y rituales de carnaval diarios que involucraban desfilar por la ciudad, quemar cruces y una serie de conferencias y discursos. Boicotearon a propietarios de tiendas anti-Klan. Las mujeres del Klan se involucraron en una serie de ritos de iniciación, como servicios de bodas del Klan, ceremonias de bautizo y servicios funerarios. También trabajaron para reformar las escuelas públicas mediante la distribución de biblias en las escuelas, trabajando para que los profesores católicos fuesen despedidos y postulándose a puestos en las juntas escolares. En un esfuerzo por influir en la política, las mujeres del Klan presionaban a los votantes y distribuían informes sobre candidatos no miembros del Klan.

## Conflictos entre miembros del Klan
Durante la segunda ola, hombres y mujeres tenían agendas similares, pero a menudo había conflictos con respecto a la distribución de cuotas. Algunas situaciones relacionadas con la mala administración financiera y las prácticas ilegales fueron llevadas a los tribunales de Arkansas, Míchigan y Pensilvania. Muchos hombres estuvieron en desacuerdo con permitir a las mujeres ingresar al clan durante la década de 1920, porque sentían que iba en contra de las creencias del Klan. A los hombres del Klan también les disgustó el ridículo que recibieron por parte de los que no eran miembros del Klan por permitir a las mujeres tener voz en política y por sacarlas de casa, donde creían que pertenecían.
Durante la segunda ola del WKKK, surgió el conflicto cuando Alice B. Cloud de Dallas, Texas presentó una demanda judicial junto con otros dos miembros del klan en contra de la jefa del WKKK, Robbie Gill Comer, y su esposo, alegando que habían robado fondos de la WKKK y que los habían usado para cosas personales. Al examinar los registros financieros de la WKKK, la corte encontró que habían derrochado cerca de 70.000 $ en fondos para renovaciones innecesarias de la sede de la WKKK, así como para uso personal. Las mujeres empezaron a abandonar el WKKK y a formar otras organizaciones propias debido a problemas dentro del Klan, liderazgo en competencia y corrupción financiera. Las mujeres también estaban preocupadas por la creciente participación masculina del Klan en actos de violencia, los cuales causaban que abandonaran el klan.
El conflicto surgió durante la ola moderna respecto a la equidad de género debido a que el Klan se adhería a reglas del "conservadurismo moral", tales como oponerse al divorcio y su insistencia en que la autoridad masculina debería existir tanto en la política como en el hogar. Muchas mujeres del Klan moderno no quisieron que sus hijas fuesen parte de él, por sentir que en él no se respeta mucho a las mujeres.

## Otras lecturas
- Blee, Kathleen M. (1991). Women of the Klan. Berkeley, CA: University of California Press. ISBN 0-520-07876-4.
- Blee, Kathleen (1991). «Women in the 1920s' Ku Klux Klan Movement». Feminist Studies 17 (1): 57-77. doi:10.2307/3178170.
- Blee, Kathleen (2002). «The Gendered Organization of Hate: Women in the U.S. Ku Klux Klan».  En Bacchetta, P. & Margaret Power, ed. Right-Wing Women. New York: Routledge. pp. 101-114. ISBN 0-415-92777-3.
- Feldman, Glen (2003). «Keepers of the Hearth: Women, the Klan, and Traditional Family Values».  En Clayton, B. & John Salmond, ed. Lives Full of Struggle and Triumph. Gainesville: University Press of Florida. pp. 150–180. ISBN 978-0-8130-2675-6.
- Hodes, Martha (Jan 1993). «The Sexualization of Reconstruction Politics». Journal of the History of Sexuality 3 (3): 402-417. Archivado desde el original el 6 de diciembre de 2014. Consultado el 15 de febrero de 2013.

- Datos: Q8031617
- Multimedia: Women of the Ku Klux Klan / Q8031617